# Copa Confederación de la CAF
La Copa Confederación de la CAF es un torneo internacional entre clubes de fútbol, creado y promovido por la CAF, y el segundo más importante del continente. El torneo nació en el año 2004 con el propósito de fusionar la Recopa Africana y la Copa CAF. El modelo de competición que propuso la CAF es similar al de la Copa de la UEFA. El ganador de esta competición disputa la Supercopa de la CAF con el vencedor de la Liga de Campeones de la CAF.
Por razones de patrocinio desde 2016 el torneo es llamado Total CAF Confederation Cup, por el auspicio de la petrolera francesa Total S.A., el acuerdo se prolongará por ocho temporadas.

## Historial
| Año     | Campeón                                 | Resultado          | Subcampeón                  | Semifinalistas             | Semifinalistas             | Semifinalistas             | Semifinalistas             | Semifinalistas             | Semifinalistas             | Semifinalistas             | Semifinalistas             | Semifinalistas             | Semifinalistas             | Semifinalistas                          | Semifinalistas                          | Semifinalistas                          | Semifinalistas                          | Semifinalistas                          | Semifinalistas                          | Semifinalistas                          | Semifinalistas                          | Semifinalistas                          | Semifinalistas                          | Estadios de la final                                                  |
| ------- | --------------------------------------- | ------------------ | --------------------------- | -------------------------- | -------------------------- | -------------------------- | -------------------------- | -------------------------- | -------------------------- | -------------------------- | -------------------------- | -------------------------- | -------------------------- | --------------------------------------- | --------------------------------------- | --------------------------------------- | --------------------------------------- | --------------------------------------- | --------------------------------------- | --------------------------------------- | --------------------------------------- | --------------------------------------- | --------------------------------------- | --------------------------------------------------------------------- |
| 2004    | Hearts of Oak Ghana                     | 1–1 1–1 (8-7 pen.) | Asante Kotoko Ghana         | Cotonsport Garoua Camerún  | Cotonsport Garoua Camerún  | Cotonsport Garoua Camerún  | Cotonsport Garoua Camerún  | Cotonsport Garoua Camerún  | Cotonsport Garoua Camerún  | Cotonsport Garoua Camerún  | Cotonsport Garoua Camerún  | Cotonsport Garoua Camerún  | Cotonsport Garoua Camerún  | Enugu Rangers Nigeria                   | Enugu Rangers Nigeria                   | Enugu Rangers Nigeria                   | Enugu Rangers Nigeria                   | Enugu Rangers Nigeria                   | Enugu Rangers Nigeria                   | Enugu Rangers Nigeria                   | Enugu Rangers Nigeria                   | Enugu Rangers Nigeria                   | Enugu Rangers Nigeria                   | Estadio Ohene Djan, Acra Estadio Baba Yara, Kumasi                    |
| 2005    | FAR Rabat Marruecos                     | 0–1 3–0            | Dolphins Nigeria            | King Faisal Babes Ghana    | King Faisal Babes Ghana    | King Faisal Babes Ghana    | King Faisal Babes Ghana    | King Faisal Babes Ghana    | King Faisal Babes Ghana    | King Faisal Babes Ghana    | King Faisal Babes Ghana    | King Faisal Babes Ghana    | King Faisal Babes Ghana    | Ismaily · Egipto                        | Ismaily · Egipto                        | Ismaily · Egipto                        | Ismaily · Egipto                        | Ismaily · Egipto                        | Ismaily · Egipto                        | Ismaily · Egipto                        | Ismaily · Egipto                        | Ismaily · Egipto                        | Ismaily · Egipto                        | Liberation Stadium, Port Harcourt Estadio Moulay Abdellah, Rabat      |
| 2006    | Étoile du Sahel Túnez                   | 1–1 0–0 (v.)       | FAR Rabat Marruecos         | Espérance de Tunis Túnez   | Espérance de Tunis Túnez   | Espérance de Tunis Túnez   | Espérance de Tunis Túnez   | Espérance de Tunis Túnez   | Espérance de Tunis Túnez   | Espérance de Tunis Túnez   | Espérance de Tunis Túnez   | Espérance de Tunis Túnez   | Espérance de Tunis Túnez   | Olympique Khouribga Marruecos           | Olympique Khouribga Marruecos           | Olympique Khouribga Marruecos           | Olympique Khouribga Marruecos           | Olympique Khouribga Marruecos           | Olympique Khouribga Marruecos           | Olympique Khouribga Marruecos           | Olympique Khouribga Marruecos           | Olympique Khouribga Marruecos           | Olympique Khouribga Marruecos           | Estadio Moulay Abdellah, Rabat Estadio Olímpico de Susa, Susa         |
| 2007    | Sfaxien Túnez                           | 4–2 1–0            | Al Merreikh Omdurmán Sudán  | Mazembe RD Congo           | Mazembe RD Congo           | Mazembe RD Congo           | Mazembe RD Congo           | Mazembe RD Congo           | Mazembe RD Congo           | Mazembe RD Congo           | Mazembe RD Congo           | Mazembe RD Congo           | Mazembe RD Congo           | Dolphins Nigeria                        | Dolphins Nigeria                        | Dolphins Nigeria                        | Dolphins Nigeria                        | Dolphins Nigeria                        | Dolphins Nigeria                        | Dolphins Nigeria                        | Dolphins Nigeria                        | Dolphins Nigeria                        | Dolphins Nigeria                        | Estadio Al Merreikh, Omdurmán Estadio Taïeb Mhiri, Sfax               |
| 2008    | Sfaxien Túnez                           | 0–0 2–2 (v.)       | Étoile du Sahel Túnez       | Haras El-Hodood · Egipto   | Haras El-Hodood · Egipto   | Haras El-Hodood · Egipto   | Haras El-Hodood · Egipto   | Haras El-Hodood · Egipto   | Haras El-Hodood · Egipto   | Haras El-Hodood · Egipto   | Haras El-Hodood · Egipto   | Haras El-Hodood · Egipto   | Haras El-Hodood · Egipto   | Al Merreikh Omdurmán Sudán              | Al Merreikh Omdurmán Sudán              | Al Merreikh Omdurmán Sudán              | Al Merreikh Omdurmán Sudán              | Al Merreikh Omdurmán Sudán              | Al Merreikh Omdurmán Sudán              | Al Merreikh Omdurmán Sudán              | Al Merreikh Omdurmán Sudán              | Al Merreikh Omdurmán Sudán              | Al Merreikh Omdurmán Sudán              | Estadio Taïeb Mhiri, Sfax Estadio Olímpico de Susa, Susa              |
| 2009    | Stade Malien Mali                       | 2–0 0–2 (3-2 pen.) | Sétif Argelia               | ENPPI Club · Egipto        | ENPPI Club · Egipto        | ENPPI Club · Egipto        | ENPPI Club · Egipto        | ENPPI Club · Egipto        | ENPPI Club · Egipto        | ENPPI Club · Egipto        | ENPPI Club · Egipto        | ENPPI Club · Egipto        | ENPPI Club · Egipto        | Bayelsa United Nigeria                  | Bayelsa United Nigeria                  | Bayelsa United Nigeria                  | Bayelsa United Nigeria                  | Bayelsa United Nigeria                  | Bayelsa United Nigeria                  | Bayelsa United Nigeria                  | Bayelsa United Nigeria                  | Bayelsa United Nigeria                  | Bayelsa United Nigeria                  | Estadio del 26 de Marzo, Bamako Stade 8 Mai 1945, Sétif               |
| 2010    | FUS de Rabat Marruecos                  | 0–0 3–2            | Sfaxien Túnez               | Al-Ittihad Trípoli Libia   | Al-Ittihad Trípoli Libia   | Al-Ittihad Trípoli Libia   | Al-Ittihad Trípoli Libia   | Al-Ittihad Trípoli Libia   | Al-Ittihad Trípoli Libia   | Al-Ittihad Trípoli Libia   | Al-Ittihad Trípoli Libia   | Al-Ittihad Trípoli Libia   | Al-Ittihad Trípoli Libia   | Al-Hilal Omdurmán Sudán                 | Al-Hilal Omdurmán Sudán                 | Al-Hilal Omdurmán Sudán                 | Al-Hilal Omdurmán Sudán                 | Al-Hilal Omdurmán Sudán                 | Al-Hilal Omdurmán Sudán                 | Al-Hilal Omdurmán Sudán                 | Al-Hilal Omdurmán Sudán                 | Al-Hilal Omdurmán Sudán                 | Al-Hilal Omdurmán Sudán                 | Estadio Moulay Abdellah, Rabat Estadio Taïeb Mhiri, Sfax              |
| 2011    | MAS Fez Marruecos                       | 0–1 1–0 (6-5 pen.) | Club Africain Túnez         | Interclube Angola          | Interclube Angola          | Interclube Angola          | Interclube Angola          | Interclube Angola          | Interclube Angola          | Interclube Angola          | Interclube Angola          | Interclube Angola          | Interclube Angola          | Sunshine Stars Nigeria                  | Sunshine Stars Nigeria                  | Sunshine Stars Nigeria                  | Sunshine Stars Nigeria                  | Sunshine Stars Nigeria                  | Sunshine Stars Nigeria                  | Sunshine Stars Nigeria                  | Sunshine Stars Nigeria                  | Sunshine Stars Nigeria                  | Sunshine Stars Nigeria                  | Estadio Olímpico de Radès, Radès Stade de Fès, Fez                    |
| 2012    | Léopards de Dolisie República del Congo | 2–2 2–1            | Djoliba Mali                | Al Merreikh Omdurmán Sudán | Al Merreikh Omdurmán Sudán | Al Merreikh Omdurmán Sudán | Al Merreikh Omdurmán Sudán | Al Merreikh Omdurmán Sudán | Al Merreikh Omdurmán Sudán | Al Merreikh Omdurmán Sudán | Al Merreikh Omdurmán Sudán | Al Merreikh Omdurmán Sudán | Al Merreikh Omdurmán Sudán | Al-Hilal Omdurmán Sudán                 | Al-Hilal Omdurmán Sudán                 | Al-Hilal Omdurmán Sudán                 | Al-Hilal Omdurmán Sudán                 | Al-Hilal Omdurmán Sudán                 | Al-Hilal Omdurmán Sudán                 | Al-Hilal Omdurmán Sudán                 | Al-Hilal Omdurmán Sudán                 | Al-Hilal Omdurmán Sudán                 | Al-Hilal Omdurmán Sudán                 | Estadio del 26 de Marzo, Bamako Estadio Denis Sassou-Nguesso, Dolisie |
| 2013    | Sfaxien Túnez                           | 2–0 1–2            | Mazembe RD Congo            | Bizertin Túnez             | Bizertin Túnez             | Bizertin Túnez             | Bizertin Túnez             | Bizertin Túnez             | Bizertin Túnez             | Bizertin Túnez             | Bizertin Túnez             | Bizertin Túnez             | Bizertin Túnez             | Stade Malien Mali                       | Stade Malien Mali                       | Stade Malien Mali                       | Stade Malien Mali                       | Stade Malien Mali                       | Stade Malien Mali                       | Stade Malien Mali                       | Stade Malien Mali                       | Stade Malien Mali                       | Stade Malien Mali                       | Estadio Olímpico de Radès, Radès Stade TP Mazembe, Lubumbashi         |
| 2014    | Al-Ahly · Egipto                        | 1–2 1–0 (v.)       | Séwé Sports Costa de Marfil | Cotonsport Garoua Camerún  | Cotonsport Garoua Camerún  | Cotonsport Garoua Camerún  | Cotonsport Garoua Camerún  | Cotonsport Garoua Camerún  | Cotonsport Garoua Camerún  | Cotonsport Garoua Camerún  | Cotonsport Garoua Camerún  | Cotonsport Garoua Camerún  | Cotonsport Garoua Camerún  | Léopards de Dolisie República del Congo | Léopards de Dolisie República del Congo | Léopards de Dolisie República del Congo | Léopards de Dolisie República del Congo | Léopards de Dolisie República del Congo | Léopards de Dolisie República del Congo | Léopards de Dolisie República del Congo | Léopards de Dolisie República del Congo | Léopards de Dolisie República del Congo | Léopards de Dolisie República del Congo | Stade Robert Champroux, Abiyán Estadio Internacional, El Cairo        |
| 2015    | Étoile du Sahel Túnez                   | 1–1 1–0            | Orlando Pirates Sudáfrica   | Al-Ahly · Egipto           | Al-Ahly · Egipto           | Al-Ahly · Egipto           | Al-Ahly · Egipto           | Al-Ahly · Egipto           | Al-Ahly · Egipto           | Al-Ahly · Egipto           | Al-Ahly · Egipto           | Al-Ahly · Egipto           | Al-Ahly · Egipto           | Zamalek · Egipto                        | Zamalek · Egipto                        | Zamalek · Egipto                        | Zamalek · Egipto                        | Zamalek · Egipto                        | Zamalek · Egipto                        | Zamalek · Egipto                        | Zamalek · Egipto                        | Zamalek · Egipto                        | Zamalek · Egipto                        | Orlando Stadium, Johannesburgo Stade Olympique de Sousse, Sousse      |
| 2016    | Mazembe RD Congo                        | 1–1 4–1            | MO Béjaïa Argelia           | Étoile du Sahel Túnez      | Étoile du Sahel Túnez      | Étoile du Sahel Túnez      | Étoile du Sahel Túnez      | Étoile du Sahel Túnez      | Étoile du Sahel Túnez      | Étoile du Sahel Túnez      | Étoile du Sahel Túnez      | Étoile du Sahel Túnez      | Étoile du Sahel Túnez      | FUS de Rabat Marruecos                  | FUS de Rabat Marruecos                  | FUS de Rabat Marruecos                  | FUS de Rabat Marruecos                  | FUS de Rabat Marruecos                  | FUS de Rabat Marruecos                  | FUS de Rabat Marruecos                  | FUS de Rabat Marruecos                  | FUS de Rabat Marruecos                  | FUS de Rabat Marruecos                  | Stade de l'Unité Maghrébine, Béjaïa Stade TP Mazembe, Lubumbashi      |
| 2017    | Mazembe RD Congo                        | 2–1 0–0            | SuperSport United Sudáfrica | Club Africain Túnez        | Club Africain Túnez        | Club Africain Túnez        | Club Africain Túnez        | Club Africain Túnez        | Club Africain Túnez        | Club Africain Túnez        | Club Africain Túnez        | Club Africain Túnez        | Club Africain Túnez        | FUS de Rabat Marruecos                  | FUS de Rabat Marruecos                  | FUS de Rabat Marruecos                  | FUS de Rabat Marruecos                  | FUS de Rabat Marruecos                  | FUS de Rabat Marruecos                  | FUS de Rabat Marruecos                  | FUS de Rabat Marruecos                  | FUS de Rabat Marruecos                  | FUS de Rabat Marruecos                  | Stade TP Mazembe, Lubumbashi Estadio Lucas Moripe, Pretoria           |
| 2018    | Raja Casablanca Marruecos               | 3–0 1–3            | Vita Club RD Congo          | Enyimba Nigeria            | Enyimba Nigeria            | Enyimba Nigeria            | Enyimba Nigeria            | Enyimba Nigeria            | Enyimba Nigeria            | Enyimba Nigeria            | Enyimba Nigeria            | Enyimba Nigeria            | Enyimba Nigeria            | Al-Masry · Egipto                       | Al-Masry · Egipto                       | Al-Masry · Egipto                       | Al-Masry · Egipto                       | Al-Masry · Egipto                       | Al-Masry · Egipto                       | Al-Masry · Egipto                       | Al-Masry · Egipto                       | Al-Masry · Egipto                       | Al-Masry · Egipto                       | Estadio Mohammed V, Casablanca Estadio de los Mártires, Kinsasa       |
| 2018-19 | Zamalek · Egipto                        | 0–1 1–0 (5-3 pen.) | RS Berkane Marruecos        | Étoile du Sahel Túnez      | Étoile du Sahel Túnez      | Étoile du Sahel Túnez      | Étoile du Sahel Túnez      | Étoile du Sahel Túnez      | Étoile du Sahel Túnez      | Étoile du Sahel Túnez      | Étoile du Sahel Túnez      | Étoile du Sahel Túnez      | Étoile du Sahel Túnez      | Sfaxien Túnez                           | Sfaxien Túnez                           | Sfaxien Túnez                           | Sfaxien Túnez                           | Sfaxien Túnez                           | Sfaxien Túnez                           | Sfaxien Túnez                           | Sfaxien Túnez                           | Sfaxien Túnez                           | Sfaxien Túnez                           | Stade Municipal, Berkane Estadio Internacional, El Cairo              |
| 2019-20 | RS Berkane Marruecos                    | 1–0                | Pyramids · Egipto           | Hassania Agadir Marruecos  | Hassania Agadir Marruecos  | Hassania Agadir Marruecos  | Hassania Agadir Marruecos  | Hassania Agadir Marruecos  | Hassania Agadir Marruecos  | Hassania Agadir Marruecos  | Hassania Agadir Marruecos  | Hassania Agadir Marruecos  | Hassania Agadir Marruecos  | Horoya AC Guinea                        | Horoya AC Guinea                        | Horoya AC Guinea                        | Horoya AC Guinea                        | Horoya AC Guinea                        | Horoya AC Guinea                        | Horoya AC Guinea                        | Horoya AC Guinea                        | Horoya AC Guinea                        | Horoya AC Guinea                        | Estadio Moulay Abdellah, Rabat                                        |
| 2020-21 | Raja Casablanca Marruecos               | 2–1                | JS Kabylie Argelia          | Pyramids FC · Egipto       | Pyramids FC · Egipto       | Pyramids FC · Egipto       | Pyramids FC · Egipto       | Pyramids FC · Egipto       | Pyramids FC · Egipto       | Pyramids FC · Egipto       | Pyramids FC · Egipto       | Pyramids FC · Egipto       | Pyramids FC · Egipto       | Coton Sport Camerún                     | Coton Sport Camerún                     | Coton Sport Camerún                     | Coton Sport Camerún                     | Coton Sport Camerún                     | Coton Sport Camerún                     | Coton Sport Camerún                     | Coton Sport Camerún                     | Coton Sport Camerún                     | Coton Sport Camerún                     | Stade de l'Amitié, Cotonú                                             |
| 2021-22 | RS Berkane Marruecos                    | 1–1 (5-4 pen.)     | Orlando Pirates Sudáfrica   | Al-Ahli Libia              | Al-Ahli Libia              | Al-Ahli Libia              | Al-Ahli Libia              | Al-Ahli Libia              | Al-Ahli Libia              | Al-Ahli Libia              | Al-Ahli Libia              | Al-Ahli Libia              | Al-Ahli Libia              | Mazembe RD Congo                        | Mazembe RD Congo                        | Mazembe RD Congo                        | Mazembe RD Congo                        | Mazembe RD Congo                        | Mazembe RD Congo                        | Mazembe RD Congo                        | Mazembe RD Congo                        | Mazembe RD Congo                        | Mazembe RD Congo                        | Estadio Godswill Akpabio, Uyo                                         |
| 2022-23 | USM Alger Argelia                       | 2–1 0–1 (v.)       | Young Africans Tanzania     | Marumo Gallants Sudáfrica  | Marumo Gallants Sudáfrica  | Marumo Gallants Sudáfrica  | Marumo Gallants Sudáfrica  | Marumo Gallants Sudáfrica  | Marumo Gallants Sudáfrica  | Marumo Gallants Sudáfrica  | Marumo Gallants Sudáfrica  | Marumo Gallants Sudáfrica  | Marumo Gallants Sudáfrica  | ASEC Mimosas Costa de Marfil            | ASEC Mimosas Costa de Marfil            | ASEC Mimosas Costa de Marfil            | ASEC Mimosas Costa de Marfil            | ASEC Mimosas Costa de Marfil            | ASEC Mimosas Costa de Marfil            | ASEC Mimosas Costa de Marfil            | ASEC Mimosas Costa de Marfil            | ASEC Mimosas Costa de Marfil            | ASEC Mimosas Costa de Marfil            | Benjamin Mkapa Stadium, Dar es-Salaam Stade du 5 Juillet 1962, Argel  |
| 2023-24 | Zamalek · Egipto                        | 2–1 0–1 (v.)       | RS Berkane Marruecos        | Dreams FC Ghana            | Dreams FC Ghana            | Dreams FC Ghana            | Dreams FC Ghana            | Dreams FC Ghana            | Dreams FC Ghana            | Dreams FC Ghana            | Dreams FC Ghana            | Dreams FC Ghana            | Dreams FC Ghana            | USM Alger Argelia                       | USM Alger Argelia                       | USM Alger Argelia                       | USM Alger Argelia                       | USM Alger Argelia                       | USM Alger Argelia                       | USM Alger Argelia                       | USM Alger Argelia                       | USM Alger Argelia                       | USM Alger Argelia                       | Stade Municipal, Berkane Estadio Internacional, El Cairo              |
| 2024-25 | RS Berkane Marruecos                    | 2–0 1–1            | Simba SC Tanzania           | CS Constantine Argelia     | CS Constantine Argelia     | CS Constantine Argelia     | CS Constantine Argelia     | CS Constantine Argelia     | CS Constantine Argelia     | CS Constantine Argelia     | CS Constantine Argelia     | CS Constantine Argelia     | CS Constantine Argelia     | Stellenbosch FC Sudáfrica               | Stellenbosch FC Sudáfrica               | Stellenbosch FC Sudáfrica               | Stellenbosch FC Sudáfrica               | Stellenbosch FC Sudáfrica               | Stellenbosch FC Sudáfrica               | Stellenbosch FC Sudáfrica               | Stellenbosch FC Sudáfrica               | Stellenbosch FC Sudáfrica               | Stellenbosch FC Sudáfrica               | Stade Municipal, Berkane Estadio Amaan, Zanzíbar                      |

## Palmarés

### Títulos por equipo
| Equipo               | Títulos | Subtítulos | Años campeonatos | Años subcampeonatos |
| -------------------- | ------- | ---------- | ---------------- | ------------------- |
| RS Berkane           | 3       | 2          | 2020, 2022, 2025 | 2019, 2024          |
| Sfaxien              | 3       | 1          | 2007, 2008, 2013 | 2010                |
| Raja Casablanca      | 2       | -          | 2018, 2021       |                     |
| Zamalek              | 2       | -          | 2019, 2024       |                     |
| Étoile du Sahel      | 2       | 1          | 2006, 2015       | 2008                |
| TP Mazembe           | 2       | 1          | 2016, 2017       | 2013                |
| FAR Rabat            | 1       | 1          | 2005             | 2006                |
| Hearts of Oak        | 1       | -          | 2004             |                     |
| Stade Malien         | 1       | -          | 2009             |                     |
| FUS de Rabat         | 1       | -          | 2010             |                     |
| MAS Fez              | 1       | -          | 2011             |                     |
| Léopards de Dolisie  | 1       | -          | 2012             |                     |
| Al-Ahly              | 1       | -          | 2014             |                     |
| USM Alger            | 1       | -          | 2023             |                     |
| Orlando Pirates      | -       | 2          |                  | 2015, 2022          |
| Asente Kotoko        | -       | 1          |                  | 2004                |
| Dolphins             | -       | 1          |                  | 2005                |
| Al-Merreikh Omdurmán | -       | 1          |                  | 2007                |
| ES Sétif             | -       | 1          |                  | 2009                |
| Club Africain        | -       | 1          |                  | 2011                |
| Djoliba AC           | -       | 1          |                  | 2012                |
| Séwé Sports          | -       | 1          |                  | 2014                |
| MO Béjaïa            | -       | 1          |                  | 2016                |
| SuperSport United    | -       | 1          |                  | 2017                |
| AS Vita              | -       | 1          |                  | 2018                |
| Pyramids FC          | -       | 1          |                  | 2020                |
| JS Kabylie           | -       | 1          |                  | 2021                |
| Young Africans       | -       | 1          |                  | 2023                |
| Simba SC             | -       | 1          |                  | 2025                |

### Títulos por país
| País            | Títulos | Clubes campeones                                                               | Subtítulos | Clubes subcampeones                                 |
| --------------- | ------- | ------------------------------------------------------------------------------ | ---------- | --------------------------------------------------- |
| Marruecos       | 8       | RS Berkane (3), Raja Casablanca (2), FAR Rabat (1), FUS Rabat (1), MAS Fez (1) | 3          | RS Berkane (2), FAR Rabat (1)                       |
| Túnez           | 5       | Sfaxien (3), Étoile du Sahel (2)                                               | 3          | Étoile du Sahel (1), Sfaxien (1), Club Africain (1) |
| Egipto          | 3       | Zamalek (2), Al-Ahly (1)                                                       | 1          | Pyramids (1)                                        |
| R. D. del Congo | 2       | Mazembe (2)                                                                    | 2          | Mazembe (1), Vita Club (1)                          |
| Argelia         | 1       | USM Alger (1)                                                                  | 3          | Sétif (1), MO Béjaïa (1), JS Kabylie (1)            |
| Ghana           | 1       | Hearts of Oak (1)                                                              | 1          | Asante Kotoko (1)                                   |
| Mali            | 1       | Stade Malien (1)                                                               | 1          | Djoliba (1)                                         |
| Rep. del Congo  | 1       | AC Léopards (1)                                                                | —          | —                                                   |
| Sudáfrica       | —       | —                                                                              | 3          | Orlando Pirates (2), SuperSport United (1)          |
| Tanzania        | —       | —                                                                              | 2          | Young Africans (1), Simba SC (1)                    |
| Nigeria         | —       | —                                                                              | 1          | Dolphins (1)                                        |
| Sudán           | —       | —                                                                              | 1          | Al-Merrikh (1)                                      |
| Costa de Marfil | —       | —                                                                              | 1          | Séwé Sport (1)                                      |